# Ruta 621 (Costa Rica)
La Ruta 621, oficialmente Ruta Nacional Terciaria 621, es una ruta nacional de Costa Rica ubicada en la provincia de Puntarenas.

## Descripción
En la provincia de Puntarenas, la ruta atraviesa el cantón de Puntarenas (el distrito de Paquera).